# Alexander von Nordmann
Alexander von Nordmann, född 24 maj 1803 på Svensksunds fästning i Kymmene socken, död 25 juni 1866 i Helsingfors, var en finländsk naturforskare. Han var bror till Boris Nordmann och farbror till Petrus Nordmann.
Efter att 1821 ha blivit student blev von Nordmann 1827 filosofie magister i Åbo. Efter närmare fem års studier i Berlin och sedan han där 1831 blivit medicine doktor, flyttade han 1832 till Odessa som professor i zoologi och botanik vid Richelieu-lyceum. Därifrån företog von Nordmann nästan årligen forskningsresor, bland vilka särskilt kan nämnas en resultatrik expedition till Kaukasus bergstrakter (1835), liksom hans deltagande i den av greve Anatolij Demidov bekostade vetenskapliga expeditionen till södra Ryssland och Krim (1837). 
Åren 1846–47 anställde von Nordmann i de av honom upptäckta benförande jordlagren vid Odessa grävningar, som bringade i dagen en betydande samling fossila däggdjursben av stort paleontologiskt intresse. År 1849 utnämndes han till professor i naturhistoria vid Helsingfors universitet. När denna professur sedermera delades, var von Nordmann 1852–66 professor i zoologi. Han var medlem av en mängd vetenskapliga föreningar, bland annat av Institut de France. 
Alexander von Nordmann utgav följande större arbeten: Mikrographische Beiträge zur Naturgeschichte der wirbellosen Thiere (Berlin 1832), tredje delen av "Voyage dans la Russie méridionale et la Crimée, exécuté en 1837 sous la direction de M. Anatole de Demidov" (Paris 1840, innehållande Observations sur la faune pontique), avdelningen Entozoa i Jean-Baptiste de Lamarcks "Histoire naturelle des animaux sans vertèbres" etc. (andra upplagan, Gérard Paul Deshayes och Henri Milne-Edwards, del 3, Paris 1840), Symbolæ ad monographiam Staphylinorum (Sankt Petersburg 1845), Versuch einer Natur- und Entwickelungsgeschichte des Tergipes Edwardsii (Sankt Petersburg 1845) och Palæontologie Südrusslands (I–IV, Helsingfors 1858–60).